# Somos sólo ruido
«Somos sólo ruido» es la canción que abre el álbum La cultura de la basura del grupo chileno Los Prisioneros. No fue incluida en la edición latinoamericana del disco, siendo reemplazada por «We are sudamerican rockers». Esta canción parodia las críticas que eran dirigidas al grupo, siendo una canción burlesca un ritmo muy simple, voces sin ritmo y efectos espantosos; todo esto a propósito de una manera muy divertida.

## Tema
La canción (compuesta por Claudio Narea y cantada por Miguel Tapia) es la respuesta a todas esas personas que rasgaban vestiduras por el sonido deficiente o la mala organización de los lugares en donde se presentaba el grupo, la pobre calidad de la iluminación y otras críticas estilísticas que les atañaban.
Se pueden escuchar samples de la trompeta de Louis Armstrong (la misma que aparecería en el intro de «Las sierras eléctricas», en la versión de Ni por la razón, ni por la fuerza) y de Tapia diciendo «conchа de tu mаdre».
«Somos sólo ruido» nunca fue interpretada en vivo por Los Prisioneros,[cita requerida] aunque sí por Narea y Tapia en algunos conciertos. Claudio Narea también tocó la canción en sus conciertos solistas.